# 増田盛
増田 盛（ますだ さかり、1913年4月11日 - 1991年9月23日）は、日本の政治家、参議院議員（3期、自由民主党）、農林官僚。

## 来歴・人物
岩手県胆沢郡前沢町（現奥州市）出身。
岩手県立一関中学校、京都帝国大学法学部卒。大学在学中滝川事件に対する教授らへの対応に抗議し、無期停学処分を受ける。
1937年大学卒業後、農林省に入省。振興局長などを務めて退官。
1963年、岩手県知事選に出馬するも落選。衆議院議員選挙にも落選し、5年間浪人生活を送る。
1968年の第8回参議院議員通常選挙に当選してから、参議院議員を3期、農水・行政管理・北海道開発各政務次官を務めた。1986年の第14回参議院議員通常選挙には無所属で出馬したが落選し、政界から引退。同年秋の叙勲で勲二等旭日重光章受章（勲五等からの昇叙）。
1991年9月23日死去、78歳。死没日をもって正六位から正四位に叙される。

## 家族
- 長男 - 増田陸奥夫（日本食農連携機構理事長、農林中央金庫代表理事副理事長）
- 三男 - 増田寛也（日本郵政代表執行役社長、前岩手県知事、元総務大臣）